# Schwarzenberg (Saarbrücken)
Der Schwarzenberg ist eine etwa 377 m ü. NHN hohe Erhebung im Stadtgebiet von Saarbrücken, der Hauptstadt des deutschen Bundeslandes Saarland.

## Geographische Lage
Der Schwarzenberg liegt im Naturraum Saarbrücken-Kirkeler Wald (Nr. 186) zwischen der Universität des Saarlandes im Norden sowie den Saarbrücker Stadtteilen Scheidt im Osten, Eschberg im Süden und Rotenbühl im Südwesten. Auf dem Berg erstreckt sich der Stadtwald St. Johann.

## Bergbeschreibung
Südöstlich des Schwarzenbergs liegt ein Hexentanzplatz (Lage) mit dem Römerstein und südlich im Kieselgrund die den kleinen Saar-Zufluss Schwarzenbergbach speisende Willingsquelle (Lage). Diesen Bach speist ein Bächlein, das vom südsüdwestlich des Bergs gelegenen Römerbrünnchen (Lage) kommt. Nahe der Quelle steht eine Grillhütte und etwas südlich davon liegt mit dem Schwarzenbergbad eines der größten Saarbrücker Freibäder (Lage). Am Bad vorbei führt der Turmweg hinauf zur Kuppe, auf der zwei Türme aus Stahlbeton stehen: der Aussichtsturm Schwarzenbergturm (Lage) mit Grillplatz und ein Fernmeldeturm (Lage) der Deutschen Telekom.